# Richea sprengelioides
Richea sprengelioides är en ljungväxtart som först beskrevs av Robert Brown, och fick sitt nu gällande namn av Ferdinand von Mueller. Richea sprengelioides ingår i släktet Richea och familjen ljungväxter. Inga underarter finns listade i Catalogue of Life.